# 구릴타이 숄
구릴타이 숄(몽골어: гурилтай шөл, ᠭᠤᠯᠢᠷᠲᠠᠢ
ᠱᠥᠯᠦ)은 몽골의 국수 요리이다. 고기 들어간 국물국수 요리로, 감자나 당근 등의 채소를 넣어 만들기도 한다.

## 이름
몽골어 "구릴타이 숄(гурилтай шөл, ᠭᠤᠯᠢᠷᠲᠠᠢ
ᠱᠥᠯᠦ)"은 "국수 국"이라는 뜻이다. "구릴타이(гурилтай, ᠭᠤᠯᠢᠷᠲᠠᠢ)"는 국수를 뜻하는 명사인 "구릴(гурил, ᠭᠤᠯᠢᠷ)"에 접사 "-타이(-тай, ᠲᠠᠢ)"가 붙은 형태이며, "숄(шөл, ᠥᠯᠦ)"은 "국"이라는 뜻으로, 보통 "고깃국"을 가리키는 낱말이다.

## 만들기
신선한 고기를 쓰기도 하며, 물에 불린 보르츠를 쓰기도 한다. 기름에 다진 양파와 마늘을 볶다가, 먹기 좋게 썬 고기를 넣어 함께 볶는다. 채소를 넣을 경우 단단한 것부터 넣어 함께 볶고, 소금, 후추 등으로 간해 물을 부어 끓인다. 국수는 한국의 칼국수와 비슷한 밀국수인 "타살상 구릴(тасалсан гурил)"을 사용한다. 고깃국물이 잘 우러나고 채소가 다 익으면 국수를 넣어 익혀 낸다.

## 같이 보기
- 칼국수
- 초이왕